# Авіаносці типу «Акіцу Мару»
«Акіцу Мару» (яп. あきつ丸) — серія японських десантних кораблів-авіаносців часів Другої світової війни.

## Історія створення
Японці створили своєрідні десантні кораблі-авіаносці, що стали попередниками сучасних десантних кораблів. Вони могли брати на палубу 20—25 літаків, призначених для повітряного прикриття десантів. Їх призначенням була висадка десантів з одночасним забезпеченням повітряного прикриття та підтримки. Проте ці кораблі до складу флоту не входили, а підпорядковувались армійському командуванню.

## Конструкція

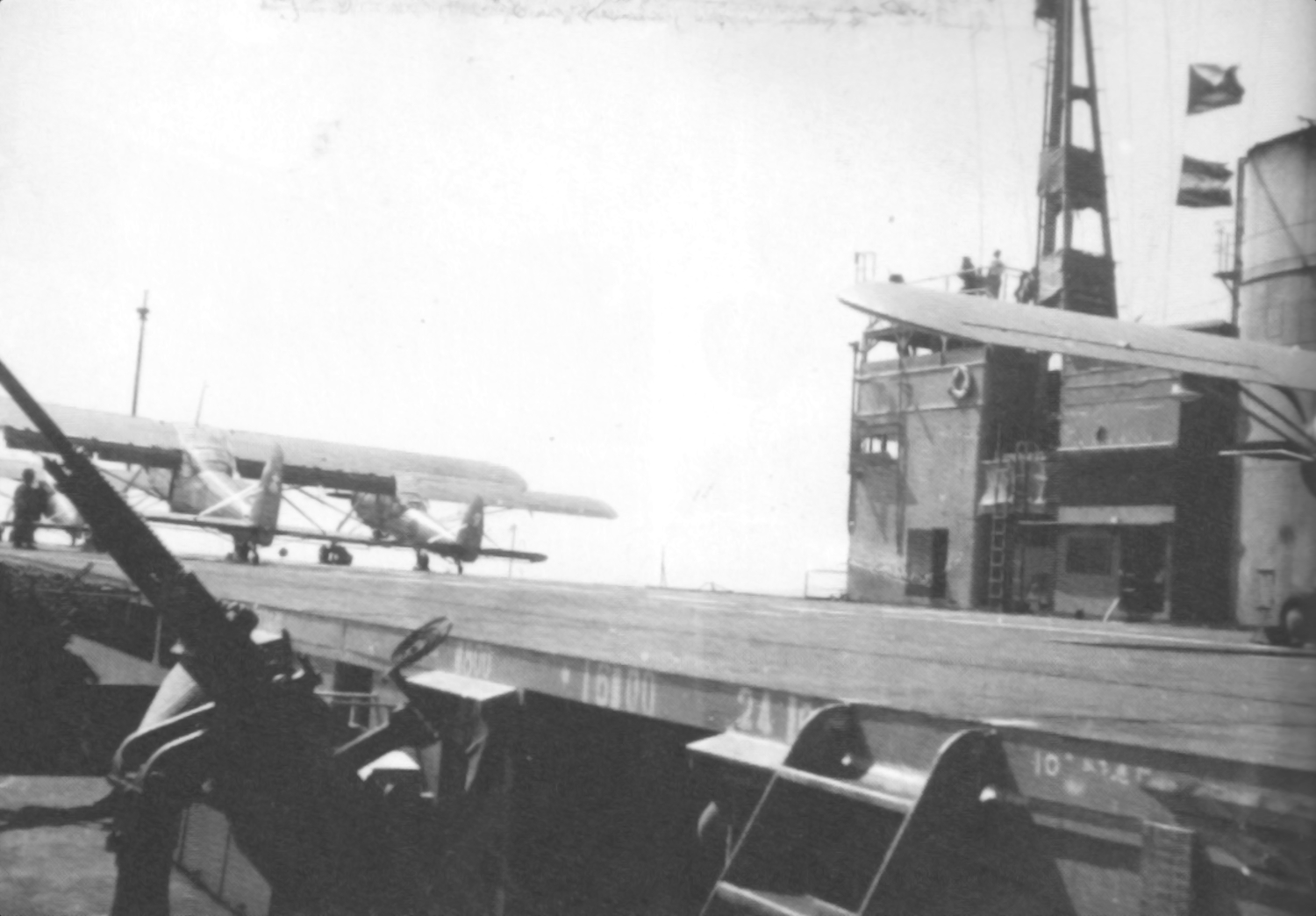
Завантаження літака Ki-76 на «Акіцу Мару»

Недобудовані пасажирські лайнери «Акіцу Мару» та «Нігіцу Мару» були реквізовані армійським командуванням влітку 1941 року.
Перебудова кораблів включала в себе монтаж політної палуби та невеликого острова, перенесення димової труби до правого борту, встановлення артилерійського озброєння.
Ангара не було. Замість нього під політною палубою була встановлена відкрита платформа для розміщення 20 літаків та 20 десантних плашкоутів типу «Дайхацу». Підйом літаків нагору виконував кормовий ліфт або кран. Політна палуба призначалась тільки для зльоту літаків; припускалось, що сідати літаки будуть на берегові аеродроми. Катапульт та аерофінішерів не було.

## Представники
| Назва               | Місце побудови | Закладений           | Спущений на воду     | Введений в експлуатацію | Доля                           |
| ------------------- | -------------- | -------------------- | -------------------- | ----------------------- | ------------------------------ |
| Акіцу Мару あきつ丸 | Харіма         | 17 вересня 1939 року | 24 вересня 1941 року | 30 січня 1942 року      | Загинув 15 листопада 1944 року |
| Нігіцу Мару         | Харіма         | Червень 1941 року    | 1941 рік             | З березня 1943          | Загинув 12 січня 1944 року     |

## Історія використання
Після вводу в експлуатацію кораблі в основному використовувались як транспорти, що доставляли японські війська на острови в центральній частині Тихого океану.
- «Акіцу Мару» з кінця 1943 року брав участь в охороні конвоїв. Його потопив американський підводний човен «Квінфіш» біля південного узбережжя острова Кюсю в листопаді 1944 року.
- «Нігіцу Мару» загинув у січні 1944 року внаслідок атаки американського підводного човна «Хейк» за 700 миль на схід від Формози.